# Rochford and Southend East (circonscription britannique)
Circonscription parlementaire de la Chambre des communes
La circonscription de Rochford et Southend East est une circonscription électorale anglaise située dans l'Essex, et représentée à la Chambre des communes du Parlement britannique depuis 2024 par Bayo Alaba du Parti travailliste.

## Géographie
La circonscription comprend:
- La partie est de la ville de Southend-on-Sea

## Députés
Les Members of Parliament (MPs) de la circonscription sont:
| Législature                                                   | Années        | Député          | Député       | Parti        |
| ------------------------------------------------------------- | ------------- | --------------- | ------------ | ------------ |
| Rochford and Southend East issue de Southend East et Rochford |               |                 |              |              |
| 52e                                                           | 1997–2001     |                 | Teddy Taylor | Conservateur |
| 53e                                                           | 2001–2005     |                 | Teddy Taylor | Conservateur |
| 54e                                                           | 2005–2010     | James Duddridge |              | Conservateur |
| 55e                                                           | 2010–2015     | James Duddridge |              | Conservateur |
| 56e                                                           | 2015–2017     | James Duddridge |              | Conservateur |
| 57e                                                           | 2017–2019     | James Duddridge |              | Conservateur |
| 58e                                                           | 2019–2024     | James Duddridge |              | Conservateur |
| 59e                                                           | 2024–en cours |                 | Bayo Alaba   | Travailliste |

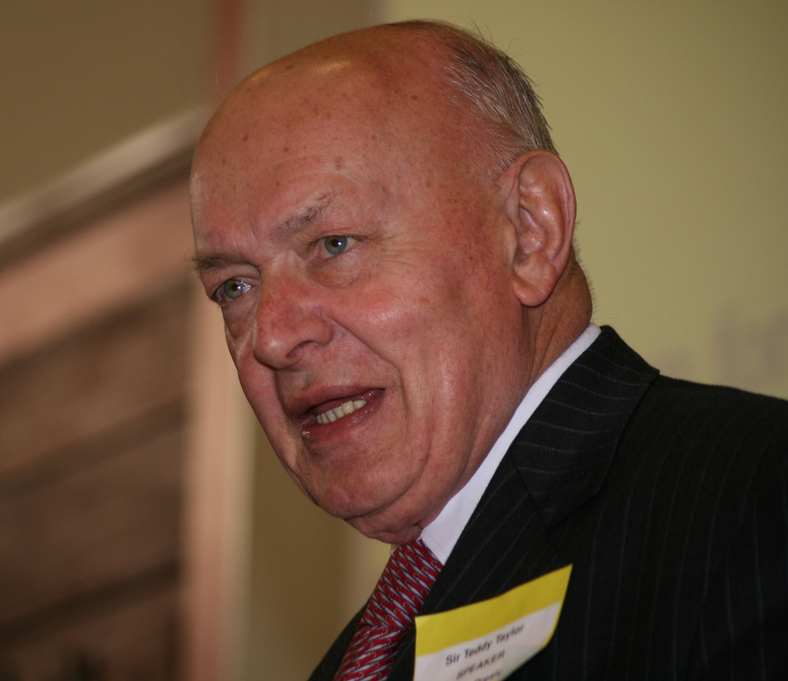
Teddy Taylor (1997-2005)
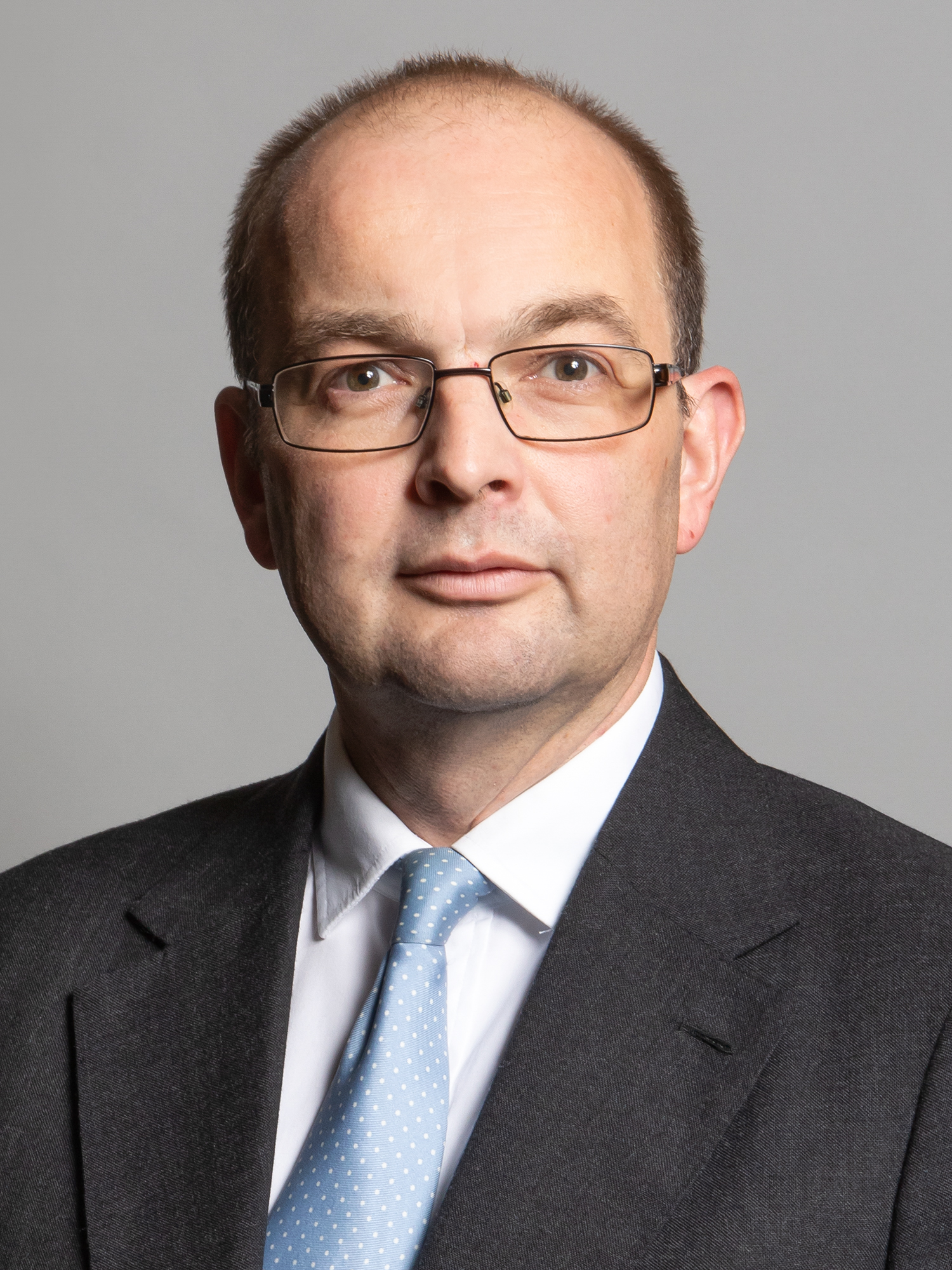
James Duddridge (2005-2024)
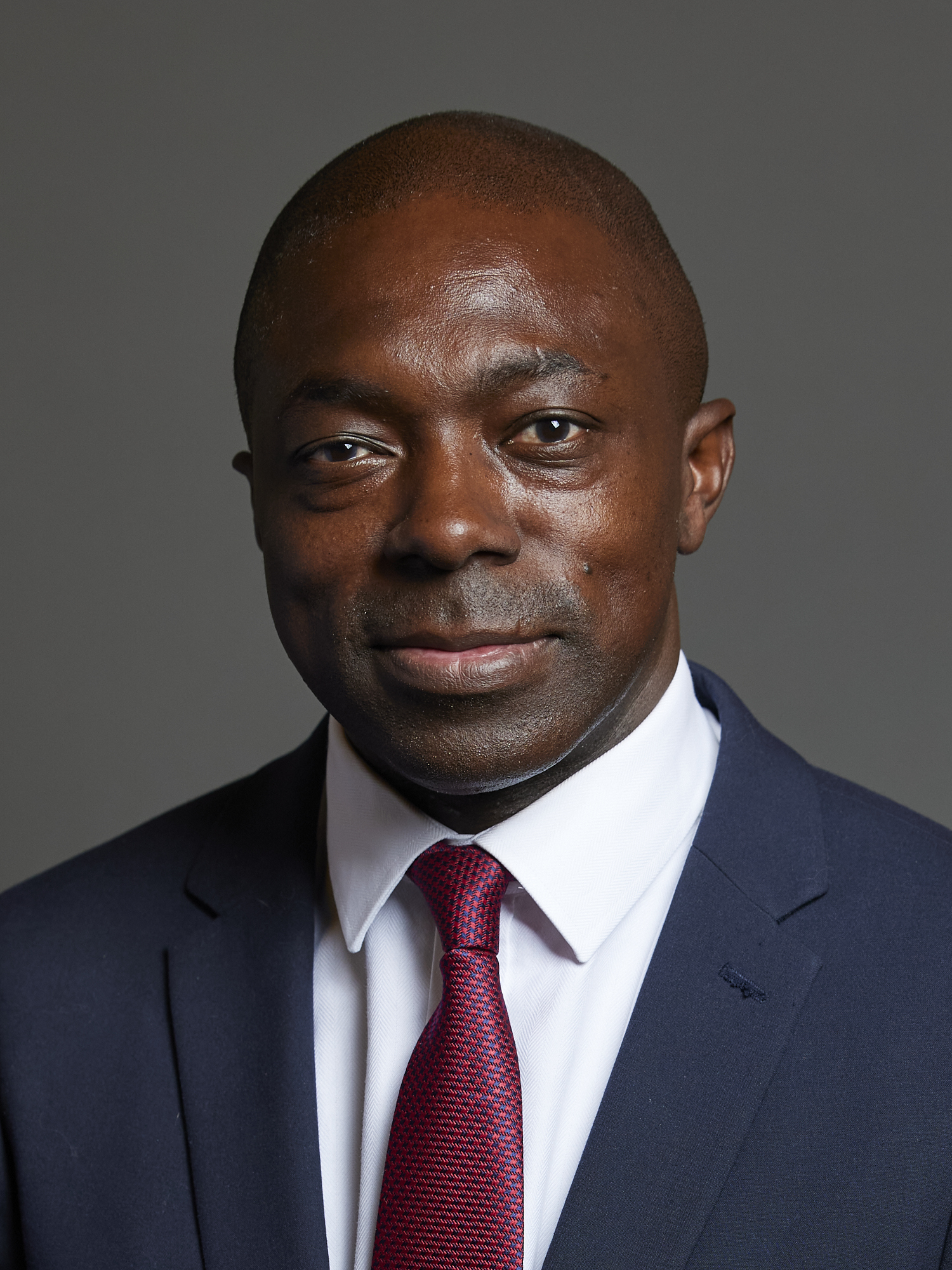
Bayo Alaba (2024-en cours)